# Человек-муравей и Оса: Квантомания
«Челове́к-мураве́й и Оса́: Квантома́ния» (англ. Ant-Man and the Wasp: Quantumania) — американский супергеройский фильм, основанный на персонажах Marvel Comics Скотте Лэнге / Человеке-муравье и Хоуп ван Дайн / Осе, созданный компанией Marvel Studios и распространяемый Walt Disney Studios Motion Pictures. Картина стала продолжением фильмов «Человек-муравей» (2015) и «Человек-муравей и Оса» (2018) и 31-м по счёту фильмом в медиафраншизе «Кинематографическая вселенная Marvel». Режиссёром выступил Пейтон Рид, а сценарий написал Джефф Лавнесс. Пол Радд и Эванджелин Лилли вернулись к ролям Скотта Лэнга и Хоуп ван Дайн, соответственно. В фильме также сыграли Мишель Пфайффер, Майкл Дуглас, Кэтрин Ньютон, Джонатан Мейджорс, Дэвид Дастмалчян и Рэндалл Парк. По сюжету Лэнг и ван Дайн вместе с родными исследуют Квантовый мир и сталкиваются с Кангом Завоевателем (Мейджорс).
Планы на третий фильм о Человеке-муравье были подтверждены в ноябре 2019 года, тогда же к работе приступили Рид и Радд. Лавнесс получил должность сценариста в апреле 2020 года, а разработка картины началась во время пандемии COVID-19. В декабре 2020 года были официально объявлены название фильма и новые члены актёрского состава. В начале февраля 2021 года начались предварительные съёмки ленты в Турции, в середине июня дополнительные съёмки прошли в Сан-Франциско, а основная часть производства стартовала в конце июля на Pinewood Studios в английском графстве Бакингемшир и завершилась в ноябре.
Выход фильма «Человек-муравей и Оса: Квантомания» в США состоялся 17 февраля 2023 года. Он стал первым фильмом Пятой фазы КВМ.
Третий фильм, в отличие от первых двух, получил довольно неоднозначный приём от критиков, которые критиковали скучный сюжет, плохие спецэффекты и то, что фильм не развивает вселенную Marvel. Также фильм имел самые низкие сборы в трилогии.

## Сюжет
Скотт Лэнг становится успешным писателем и счастливо живёт со своей девушкой Хоуп ван Дайн. Дочь Лэнга Кэсси становится активисткой, в результате чего её арестовывают, и Скотту приходится выручать её. Посещая родителей Хоуп, Хэнка Пима и Джанет ван Дайн, Кэсси рассказывает, что работала над устройством, которое может установить контакт с Квантовым миром. Джанет пытается отключить устройство, однако устройство затягивает всю семью Лэнгов в Квантовый мир. Лэнгов находят местные жители, которые состоят в сопротивлении против правителя Квантового мира, в то время как Хэнк, Джанет и Хоуп отправляются в город.
Хоуп, Джанет и Хэнк встречаются с лордом Крайлером, бывшим союзником Джанет, который рассказывает, что с тех пор, как она ушла, все изменилось и что теперь он работает на правителя Квантового мира — Канга. Крайлер предаёт Джанет, и всем троим удаётся сбежать. Лидер повстанцев Дженторра сообщает Лэнгам, что Джанет, которая ранее была в Квантовом мире, косвенно ответственна за начало диктатуры Канга. Сама Джанет в дороге рассказывает Хэнку и Хоуп о том, что во время её пребывания в Квантовом мире Канг на своём корабле потерпел крушение, из-за чего его корабль был дестабилизирован. Узнав, что он был изгнан за свои дела, Джанет помогает Кангу восстановить реактор, однако, увидев прошлое и будущее Канга, предаёт его и увеличивает реактор, делая его неработоспособным, из-за чего впоследствии Канг захватывает Квантовый мир. Вскоре повстанцы подвергаются нападению сил Канга, которые посылают своего робота-приспешника М.О.Д.О.К.а, которым, как выясняется, является Даррен Кросс, переместившимся в Квантовый мир после битвы с Лэнгом.
Лэнгов отводят к Кангу, который требует, чтобы Лэнг помог вернуть его реактор, иначе он убьёт Кэсси. Лэнга доставляют на место, и он сжимается до субатомных размеров, почти теряя рассудок в процессе, но своевременное прибытие Хоуп приводит к тому, что они двое получают реактор. Однако Канг отказывается от сделки, захватив Джанет и уничтожив её корабль с Хэнком на нём. Хэнка спасают его муравьи, которые также были втянуты в Квантовый мир, быстро эволюционировали и стали сверхразумными. Он помогает Лэнгу и Хоуп, когда они идут к Кангу. Кэсси, все ещё находящаяся в заключении, спасает Дженторру, и они начинают восстание против Канга и его армии. Во время боя на Кэсси нападает Кросс, а Скотт и Джанет пытаются снять щит с цитадели. Кэсси побеждает Кросса и убеждает его перестать творить зло. Канг выходит на поле боя и побеждает Лэнга, Хоуп и Кэсси, однако на помощь прибывает армия сверхразумных муравьёв во главе с Хэнком Пимом и уничтожает армию Канга. Кросс, ценой своей жизни, снимает защитный щит Канга и того одолевают волны прибывающих муравьёв.
Джанет чинит реактор и создаёт портал в реальный мир. Когда она, Хэнк, Хоуп и Кэсси прыгают через него, Канг, с разрушенной муравьями бронёй, атакует Лэнга и последний дестабилизирует реактор, из-за чего Канг бросает Лэнга, пытаясь прыгнуть в портал. Хоуп возвращается и со Скоттом разрушает реактор, в результате чего Канга перемещает в него, по-видимому, убивая. Кэсси снова открывает портал на своей стороне, после чего Лэнг и Хоуп возвращаются домой. Когда Лэнг счастливо возобновляет свою жизнь, он начинает переосмысливать то, что Канг сказал ему о том, что гибель последнего является началом чего-то ужасного, но небрежно откладывает это в сторону.
В неизвестном месте трое альтернативных версий Канга Завоевателя — Иммортус, Алый Центурион и Рамма-Тут обсуждают его гибель. Иммортус, глядя на разветвляющиеся временные линии, заявляет, что необходимо остановить жителей Мультивселенной, так как они могут разрушить все, что они построили. После чего он начинает собирать все альтернативные версии Канга, образуя Совет Кангов.
В сцене после титров Локи и агент Мобиус М. Мобиус находят в 1893-м году ещё одного варианта Канга по имени Виктор Таймли.

## Актёрский состав
- Пол Радд — Скотт Лэнг / Человек-муравей:
Мститель и бывший мелкий преступник с костюмом, который позволяет ему уменьшаться или увеличиваться в размерах при одновременном увеличении его силы[5]. После событий фильма «Мстители: Финал» (2019) Лэнг стал знаменитостью, известной широкой публике, а также автором автобиографии «Берегитесь маленького парня», в которой рассказана другая версия того, как он помог спасти вселенную от Таноса в «Финале»[6][7].
- Эванджелин Лилли — Хоуп ван Дайн / Оса:
Дочь Хэнка Пима и Джанет ван Дайн, которая получила от своей матери изначальный костюм и титул Осы[8]. Лилли сказала, что в фильме будет отражено, как героиня справляется со своими «слабостями и уязвимыми местами», что продолжит линию событий фильма «Человек-муравей и Оса» (2018), в котором Хоуп предстала сильной и способной[7].
- Майкл Дуглас — Хэнк Пим: Бывший агент «Щ.И.Т.а», энтомолог и физик, который стал первым Человеком-муравьём после создания костюма[8].
- Мишель Пфайффер — Джанет ван Дайн: Жена Хэнка Пима, мать Хоуп и первая Оса, застрявшая в квантовом мире на 30 лет[9].
- Кэтрин Ньютон — Кэсси Лэнг:
Дочь Скотта Лэнга, которая получает костюм, похожий на тот, что носит её отец[6]. Кэсси склонна к научным исследованиям, проявляет интерес к старым записям Пима и узнаёт больше о науке и технологиях квантового мира. В предыдущих фильмах трилогии о Человеке-муравье роль героини исполнила Эбби Райдер Фортсон, а в «Финале» — Эмма Фурманн[10]. Режиссёр Пейтон Рид рассказал, что хотел глубже развить отношения между Кэсси и Скоттом, поскольку они являлись центральными в предыдущих фильмах трилогии.
- Джонатан Мейджорс — Канг Завоеватель:
Злодей, «путешествующий во времени и по мультивселенной» и запертый в квантовом мире, который является альтернативным вариантом Того, кто остаётся из первого сезона сериала «Локи» (2021), создателя Управления временны́ми изменениями (УВИ). Главный сценарист «Локи» Майкл Уолдрон описал Канга как «нового большого злодея» для КВМ[10][11][12]. По словам Мейджорса, Канг отличается от Того, кто остаётся в психологическом плане, поэтому он исполнил роль Канга по-другому в связи с тем, что того окружают другие персонажи, а также с переходом от сериала к фильму[13]. Актёра привлекли «характер и разноплановость» Канга, а также потенциал, предоставленный ему как актёру, и он отметил, что Канг станет злодеем КВМ другого типа нежели Киллмонгер и Танос. Для роли Мейджорс набрал 10 фунтов (4,5 килограмма) мышечной массы и сосредоточился на силовых и физических нагрузках[14]. Рид сказал, что «Квантомания» покажет подход Мейджорса к альтернативным версиям Канга «под другим углом», и объяснил, что Канг «повелевает временем», назвав его воином, стратегом и «антагонистом на все времена», сравнивая его с антагонистами двух предыдущих фильмов как «силу природы»[15]. Учитывая работу Канга со временем, его жизнь не линейна.
  - Мейджорс также воплощает на экране альтернативные версии Канга Завоевателя — Иммортуса, Рамма-Тута, Алого Центуриона, а также многочисленные неназванные версии Завоевателя, которые образуют Совет Кангов, появивившийся в первой сцене после титров. Во второй сцене после титров Мейджорс предстаёт в качестве ещё одной альтернативной версии Канга — Виктора Таймли[16][17].
- Дэвид Дастмалчян — Веб[18]: слизеобразное существо, живущее в квантовом мире. Ранее Дастмалчян исполнил роль Курта, хакера и друга Лэнга, в первых двух фильмах о Человеке-муравье.
- Уильям Джексон Харпер[англ.] — Кваз: телепат, живущий в квантовом мире.
- Кэти О’Брайан — Дженторра: борец за свободу, пытающаяся исправить несправедливость, с которой сталкиваются сообщества в Квантовом мире[19].
- Кори Столл — Даррен Кросс / М.О.Д.О.К.: бывший партнёр Хэнка Пима. Было показано, что после принудительного уменьшения в битве со Скоттом Лэнгом в финале фильма «Человек-муравей» (2015) Даррен выжил и попал в квантовое измерение, но при этом у него появилась деформация: голова стала непропорционально большой относительно остального тела. Вскоре его нашёл Канг и соорудил ему броню-экзоскелет с различным вооружением. Лавнесс описал персонажа как нечто среднее между Отто Уэстом Кевина Клайна из фильма «Рыбка по имени Ванда» (1988) и эпизода из сериала «Симпсоны» — «Враг Гомера» (1997). Лавнесс считал М.О.Д.О.К.а своим любимым персонажем в фильме, потому что они добавили ему «небольшое дополнение», которое может вызвать недовольство некоторых поклонников комиксов, несмотря на то, что он верен внешнему виду и дизайну персонажа из исходного материала. На протяжении всего фильма эго М.О.Д.О.К. рушится всякий раз, когда ему бросают вызов, но, как и Отто Уэст, легко убивает как «настоящий свободный каноник».
- Билл Мюррей — Лорд Крайлар: злодей, имевший дело с Джанет во время её пребывания в Квантовом мире[20][21].

Рэндалл Парк вновь исполнил роль Джимми Ву, агента ФБР и бывшего надзирателя Лэнга. Грегг Тёркингтон повторил свою роль Дейла, менеджера магазина сети Baskin-Robbins, где работал Лэнг, из фильма «Человек-муравей» (2015), а Рубен Рабаса сыграл сотрудника кофейни. Том Хиддлстон и Оуэн Уилсон повторили роли соответственно Локи и Мобиуса в сцене после титров.

## Производство

### Разработка
Перед выходом фильма «Человек-муравей и Оса» (2018) режиссёр Пейтон Рид сказал, что в этом фильме есть элементы, благодаря которым «есть с чем поиграть» в потенциальном третьем фильме франшизы. Он выделил квантовый мир, который был представлен в «Человеке-муравье» (2015) и был более подробно раскрыт в «Человеке-муравье и Осе»; Рид сказал, что в предыдущих фильмах они просто «мочили пальчики ног». Рид добавил, что он и Marvel Studios надеялись на третий фильм и обсуждали потенциальные сюжетные моменты для такого сиквела. В феврале 2019 года исполнитель роли Хэнка Пима Майкл Дуглас подтвердил, что состоялись неофициальные обсуждения относительно сиквела фильма «Человек-муравей и Оса», хотя к тому времени Эванджелин Лилли ещё не слышала о каких-либо планах относительно своей героини Хоуп ван Дайн / Осы после её роли в фильме «Мстители: Финал» (2019). Лилли заявила, что «Хоуп на середине пути. Я не думаю, что её путешествие в киновселенной вскоре закончится». В октябре того же года Мишель Пфайффер выразила интерес к возвращению к роли Джанет ван Дайн в продолжении, в то время как президента Marvel Studios Кевина Файги спросили о будущем Скотта Лэнга / Человека-муравья в Кинематографической вселенной Marvel (КВМ) после «Финала», и он ответил, что «шахматные фигуры были расставлены очень точно» в конце этого фильма, причём некоторые были убраны «с доски», а другие, как Человек-муравей, «всё ещё на доске, так что нельзя рассуждать с полной уверенностью». Радда спросили, вернётся ли он к своей роли в третьем фильме про Человека-муравья или в другом проекте в рамках франшизы КВМ, и он ответил, что оба этих вариантов уже обсуждались.
В начале ноября 2019 года Рид официально был назначен режиссёром третьего фильма о Человеке-муравье. Радд должен был вновь исполнить роль Лэнга, и Лилли и Дуглас также должны были вернуться. Съёмки планировалось начать в январе 2021 года с вероятным релизом фильма в 2022 году. Несмотря на заинтересованность Marvel в привлечении новых режиссёров со своим определённым подходом к работе над персонажами, Рид был вновь нанят, потому что руководители студии чувствовали, что он «действительно разбирается во вселенной Человека-муравья, и хотели дать ему возможность закончить трилогию». Джефф Лавнесс был нанят, чтобы написать сценарий к фильму «в первые дни закрытия производства проектов в Голливуде» из-за пандемии COVID-19, и он начал работать над сценарием в апреле 2020 года. В тот момент уже не было ясно, когда начнётся производство фильма из-за последствий пандемии для всех кинопроизводств. В августе 2020 года Рид подтвердил, что разработка фильма продолжается во время пандемии. Он сказал, что Лилли получит такой же гонорар, что и Радд, поскольку она является «очень, очень важной частью» партнёрства между Человеком-муравьём и Осой, несмотря на слухи о том, что её роль будет уменьшена после спорных комментариев о пандемии. Рид добавил, что история для фильма была готова, хотя «ещё ничего [не было] официального», и сказал, что третий фильм будет «более большим, более глобальным фильмом, чем первые два, [с] совершенно другой визуальной подачей». Создатели стремились исследовать Квантовый мир, показанный в предыдущих фильмах лишь урывками, надеясь построить масштабную реальность, а Рид отметил, что источниками вдохновения стали фотографии, сделанные с помощью электронного микроскопа, выпуски журнала Heavy Metal 1970-х и 1980-х годов и фантастический реализм художника обложек научно-фантастических романов Жана Жиро. Продюсер Marvel Studios Брайан Гей сказал, что фильм будет «сильно отличаться» от предыдущих картин о Человеке-муравье и станет грандиозным приключением. Наряду с Файги фильм продюсирует его коллега Стивен Бруссар.

### Пре-продакшн
В сентябре 2020 года Джонатан Мейджорс получил в фильме «главную роль», по сообщениям, роль Канга Завоевателя. Поскольку актёр сперва сыграл Того, кто остаётся, альтернативную версию персонажа, представленную в сериале «Локи», Кейт Херрон и Майкл Уолдрон — режиссёр и главный сценарист первого сезона «Локи» соответственно — принимали участие в выборе Мейджорса вместе с Ридом и главами Marvel Studios; Мейджорс был утверждён без прослушиваний, а позднее отметил, что был вовлечён в фильм «с самого начала», до присоединения к «Локи». В ноябре сообщалось, что съёмки начнутся в 2021 году, в то время как Пфайффер подтвердила информацию о своём участии в фильме. На презентации Disney в День инвестора в декабре Файги раскрыл официальное название фильма «Человек-муравей и Оса: Квантомания», подтвердил возвращение Радда, Лилли, Дугласа и Пфайффер, участие Мейджорса в роли Канга Завоевателя, и сообщил, что Кэтрин Ньютон присоединилась к фильму в роли Кэсси Лэнг. Эмма Фурманн, исполнившая роль Кэсси-подростка в фильме «Мстители: Финал», была расстроена объявлением о том, что её заменила Ньютон, и она надеялась, что она в будущем будет частью КВМ. Позже в том же месяце Лавнесс сообщил, что он сдал первый вариант сценария, и сказал, что Marvel использовала перерыв из-за пандемии COVID-19, чтобы «сделать что-то новое и странное» с фильмом. Пфайффер и Дуглас подтвердили, что фильм выйдет в прокат в 2022 году. Рид планировал вновь включить в фильм камео комика Тома Шарплинга после того, как сцены с его участием были удалены из театральных версий предыдущих двух фильмов; однако сцена, в которой он должен был появиться, была удалена ещё до того, как её отсняли.

### Съёмки
4 февраля 2021 года министр культуры и туризма Турции Мехмет Эрсой объявил, что съёмки фильма начались в стране в регионе Каппадокия, и что съёмки также пройдут в других частях страны. В начале марта выяснилось, что Тип «T.I.» Харрис не вернётся к роли Дэйва из первых двух фильмов про Человека-муравья. Эта новость появилась после того, как в конце февраля появились обвинения в сексуальном насилии против Харриса и его жены Тамеки Коттл, но «Variety» сообщила, что это никак не связано, и что Харрис изначально не должен был появиться в сиквеле. В начале мая 2021 года Marvel Studios объявили, что фильм выйдет 17 февраля 2023 года. В середине июня Радд и Дуглас отправились в Англию для подготовки к съёмкам. Съёмки пейзажей и декораций прошли в центральном управлении Департамента полиции Сан-Франциско в Норт-Бич 19 и 20 июня, были отсняты внутренняя часть и внешний вид здания, а также пригород Сан-Франциско. В июле Джоанна Робинсон из «Vanity Fair» написала, что Кори Столл может «в некоторой форме» повторить свою роль Даррена Кросса / Жёлтого шершня из «Человека-муравья».
Съёмочный период начался 26 июля 2021 года на студии Pinewood Studios в Бакингемшире под рабочим названием «Dust Bunny». Компания Industrial Light & Magic предоставила технологию виртуального производства StageCraft, которую Рид использовал при режиссуре эпизодов сериала Disney+ «Мандалорец» по мотивам «Звёздных войн». Производство фильма было отложено с первоначальной даты начала работ в январе 2021 года из-за пандемии COVID-19. Ожидалось, что съёмки начнутся 31 мая и завершатся 24 сентября. Художником-постановщиком стал Уилл Хтей. 16 сентября на студии произошла вспышка норовирусов, в результате которой заразились более 50 членов съёмочных групп фильмов, снимавшихся в Pinewood, в том числе и «Квантомании». Основной актёрский состав не попал под влияние болезни. В октябре премьера фильма была перенесена на 28 июля 2023 года. Позднее в том же месяце Билл Мюррей сообщил, что снялся в фильме Marvel с Ридом, после чего фанаты предположили, что речь идёт о «Квантомании». Мюррей сказал, что присоединился к проекту, поскольку ему нравится Рид и его работа над фильмом «Добейся успеха», хотя супергеройские фильмы ему не слишком интересны, а позднее напомнил о своём участии в фильме, но сказал, что не может прокомментировать собственные слова; позднее Мюррей сказал, что сыграл в фильме «плохого парня». Съёмки фильма были полностью завершены в ноябре 2021 года. Также они проходили в Атланте, а в 2022 году производство вместе с актёрами должно было переместиться в Сан-Франциско.

### Пост-продакшн
Монтажёрами фильма являются Адам Герстл и Лора Дженнингс. В апреле 2022 года дата выхода фильма была перенесена на 17 февраля 2023 года, поменявшись датами с фильмом «Капитан Марвел 2», что дало «Квантомании» меньше времени для завершения производства. В сентябре 2022 года было подтверждено, что Рэндалл Парк вернётся к роли Джимми Ву, а Файги назвал фильм «напрямую связанным» с Пятой фазой и фильмом «Мстители: Династия Канга» (2025). Рид отметил, что «Квантомания» окажет «серьёзное влияние» на КВМ и что последствия появления Канга обсуждались с Лавнессом для написания им сценария к «Династии Канга». Также стало известно, что Грегг Тёркингтон повторит свою роль Дейла, менеджера Baskin-Robbins, которую он исполнил в «Человеке-муравье». В октябре 2022 года стало известно о появлении в фильме Уильяма Джексона Харпера с неизвестной на тот момент времени ролью, а в ноябре о своём участии рассказали Кэти О’Брайан и Дэвид Дастмалчян, сыгравший персонажа Курта в первых двух фильмах и ранее заявлявший, что не будет сниматься в «Квантомании».

## Музыка
В июле 2022 года официально стало известно, что композитор первых двух фильмов о Человеке-муравье, а также сериалов «Ванда/Вижн» (2021) и «Соколиный глаз» (2021), Кристоф Бек вернулся для написания саундтрека к третьей части.

## Маркетинг
В 2022 году во время San Diego Comic-Con International был представлен дебютный метраж фильма, а Файги, Рид и актёры поучаствовали в продвижении и обсудили персонажей. На D23 в сентябре было показано больше кадров, которые журналист «IGN» Райан Лестон назвал «интригующим беглым взглядом» на фильм. Официальный трейлер вышел 24 октября 2022 года. В ролике звучит песня Элтона Джона «Goodbye Yellow Brick Road». Журналист «Den of Geek» Том Чапман отметил «более тёмную атмосферу» по сравнению с комедийным тоном первых двух фильмов, а также «драматические паузы и напряжённое музыкальное сопровождение», но посчитал ролик «очередным тизер-трейлером КВМ, который показывает немного больше, чем нужно» для того, чтобы не раскрывать основные детали, такие как отсутствие персонажа МОДОКА, показанного в материале с D23. Чарльз Пуллиуам-Мур из «The Verge» сравнил трейлер с рекламой мультфильма Disney «Странный мир» (2022) и отметил представление Квантового мира как «прекрасного и абсурдного» места, в то время как Оуэн Уильямс из «Empire» приводил параллели между Квантовым миром и планетой Эго из фильма КВМ «Стражи Галактики. Часть 2».
9 января 2023 года нидерландская пивоваренная компания Heineken выпустила рекламный ролик с участием Радда для продвижения своего продукта, а также рекламы фильма.

## Премьера
Премьера фильма «Человек-муравей и Оса: Квантомания» состоялась 17 февраля 2023 года. Изначально фильм должен был выйти в 2022 году, однако позднее был перенесён на 17 февраля следующего года, затем — на 28 июля и обратно на февраль. Проект стал первым фильмом Пятой фазы КВМ.
На Disney+ фильм выйдет 17 мая 2023 года. Физические копии появятся на день раньше.

### Прогнозы кассовых сборов
В январе 2023 года предполагалось, что фильм «Человек-муравей и Оса: Квантомания» заработает 120 миллионов долларов в Северной Америке за четырёхдневный уик-энд, посвящённый Дню президентов. В следующем месяце предполагалось, что в первый уик-энд он дебютирует со 105—110 миллионами долларов внутри страны и 280 миллионами долларов по всему миру.

## Отзывы
Фильм получил неоднозначные отзывы критиков. Сайт-агрегатор обзоров Rotten Tomatoes сообщил, что рейтинг одобрения составляет 48 % при средней оценке 5,7/10 на основе 224 отзывов. Консенсус критиков сайта гласит: «Человеку-муравью и Осе: Квантомания в основном не хватает искры веселья, которая возвышала предыдущие приключения, но Канг Джонатана Мейджорса — захватывающий злодей, готовый изменить ход MCU». На Metacritic фильм получил средневзвешенную оценку 49 из 100, основанную на 54 критиках, что указывает на «смешанные или средние отзывы».
Оуэн Глейберман из Variety раскритиковал фильм, назвав его «одновременно забавным и ошеломляющим» и заявив: «…если так выглядит Фаза 5, Боже, спаси нас от Фазы 6, 7 и 8».
Джошуа Йел из IGN дал фильму 7 баллов из 10 и остался доволен тем, как в КВМ был введён МОДОК. Брайан Лоури из CNN отмечал, насколько картина отличается от первого проекта о Человеке-муравье. Дэвид Фир из Rolling Stone похвалил игру Джонатана Мейджорса.

## Номинации
Фильм «Человек-муравей и Оса: Квантомания» был номинирован на следующие премии: от Гильдии музыкальных супервайзеров в номинации «Лучший музыкальный надзор в трейлере — фильм»; от MTV Movie & TV Awards в категориях «Лучший киногерой» (Пол Радд) и «Лучший актёрский состав „Kick-Ass“»; «Золотой трейлер» в категории «Лучший приключенческий фэнтезийный ТВ-спот (для художественного фильма)»; «Сатурн» в категории «Лучший фильм — экранизация комикса»; AACTA в категории «Лучшие визуальные эффекты или анимация»; People’s Choice Awards в категории «Лучший боевик года» и «Золотая малина» в категориях «Худшая мужская роль второго плана» (Майкл Дуглас и Билл Мюррей), «Худший приквел, сиквел, ремейк или плагиат» и «Худшая режиссура» (Пейтон Рид).

## Будущее
В июне 2015 года Рид предлагал идею фильма-приквела о молодом Хэнке Пиме, а в июне 2018 года ей заинтересовался Дуглас. В феврале 2023 года Дуглас сказал, что он был бы заинтересован в возвращении для съёмок четвёртого фильма, если бы в нём умер Пим, в то время как Бруссард сказал, что он начал обсуждать потенциальный четвёртый фильм с Файги и Ридом.

## Комментарии
1. ↑  События фильма «Человек-муравей» (2015).
2. ↑  События эпизода «1893» второго сезона сериала «Локи».